# 莱沙尔蒙图瓦
莱沙尔蒙图瓦（法語：Les Charmontois，法語發音：[le ʃaʁmɔ̃twa]）是法国马恩省的一个市镇，位于该省东北部，属于香槟沙隆区。

## 地理
莱沙尔蒙图瓦（48°58'1"N, 4°59'56"E）面积14.65 平方千米，位于法国大東部大區马恩省，该省份为法国东北部内陆省份，北起阿登省，西北接埃纳省，西南接塞纳-马恩省，南至奥布省，东南接上马恩省，东临默兹省。
与莱沙尔蒙图瓦接壤的市镇（或旧市镇、城区）包括：埃克莱尔、阿戈讷地区贝尔瓦勒、勒沙特利耶、拉讷维尔欧布瓦、巴鲁瓦地区利勒、旧当皮埃尔、阿戈讷地区瑟伊。

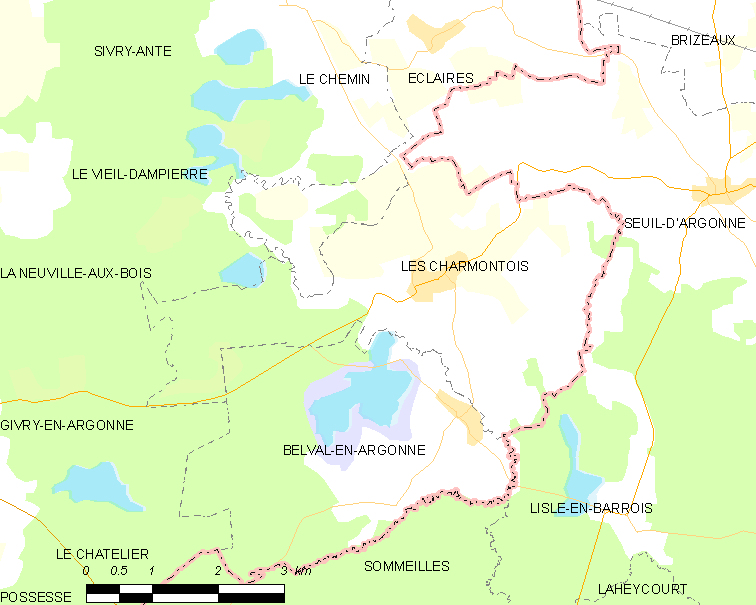
莱沙尔蒙图瓦的OSM定位图

莱沙尔蒙图瓦的时区为UTC+01:00、UTC+02:00（夏令时）。

## 行政
莱沙尔蒙图瓦的邮政编码为51330，INSEE市镇编码为51132。

## 政治
莱沙尔蒙图瓦所属的省级选区为阿戈讷-叙普-韦勒县。

## 人口

1962-2008年间莱沙尔蒙图瓦人口变化图示

莱沙尔蒙图瓦于2022年1月1日时的人口数量为119人。